# Théorème de comparaison de Sturm-Picone
En mathématiques, dans le domaine des équations différentielles ordinaires, le théorème de comparaison de Sturm-Picone, du nom de Charles Sturm et Mauro Picone, est un théorème classique qui permet de comparer les solutions de deux équations différentielles voisines. Plus précisément, il fournit des critères d'oscillation (en) et de non-oscillation des solutions de certaines équations différentielles linéaires sur les réels.
Soient pi, qi pour i = 1, 2 des fonctions continues à valeurs réelles sur un segment [a, b] et soient deux équations différentielles homogènes linéaires du second ordre sous forme auto-adjointe :
1. {\displaystyle (p_{1}(x)y^{\prime })^{\prime }+q_{1}(x)y=0},
2. {\displaystyle (p_{2}(x)y^{\prime })^{\prime }+q_{2}(x)y=0}.

On suppose que pour tout x,
{\displaystyle 0<p_{2}(x)\leq p_{1}(x)}
et
{\displaystyle q_{1}(x)\leq q_{2}(x).}
Soit u une solution non triviale de (1), soient z1 et z2  des zéros successifs de u et soit v une solution non triviale de (2). Alors l’une des propriétés suivantes est vérifiée :
- Il existe x dans ]z1, z2[ tel que v(x) = 0 ;
- ou il existe un λ réel tel que v(x) = λ u(x) pour tout x.

La première partie de la conclusion est due à Sturm (1836) tandis que la deuxième partie (alternative) du théorème est due à Picone en 1910,, dont la preuve beaucoup plus simple dérive de sa désormais célèbre identité de Picone. Dans le cas particulier où les deux équations sont identiques, on obtient le théorème de séparation de Sturm (en).